# Thomas Hornauer
Thomas Gerhardt Hornauer (* 3. Juli 1960 in Reutlingen) ist Geschäftsführer und alleiniger Gesellschafter der Firmen Telekontor, b2c.tv GmbH & Co. KG sowie des Kanal Telemedial, bei dem er auch als Programmdirektor agiert. Öffentliche Aufmerksamkeit erlangte er mit der Verbreitung von esoterischen Inhalten und Produkten sowie erfolglosen Bürgermeister-Kandidaturen und seit 2023 mit seinen TikTok-Videos.

## Leben
Hornauer ist gelernter Handformer. Ab 1984 wurde er als Gastronom tätig und betrieb zwei Nachtlokale. 1998 gründete er die Telekontor GmbH & Co. KG, mit der er insbesondere über den Betrieb zahlreicher 0190-Telefonsex-Hotlines eigenen Angaben zufolge zum Multimillionär wurde. Zudem trat er als Produzent von Erotik-Clips in Erscheinung.
Für Empörung sorgte ein der SPD-Landtagsfraktion Baden-Württemberg anonym zugestellter Pornofilm, in dem Hornauer dabei zu sehen ist, wie er junge Frauen bei der Masturbation filmt und auch selbst Hand an die Darstellerinnen legt.
Im Februar 2003 übernahm er für 1,6 Millionen Euro den insolventen baden-württembergischen Regionalsender B.TV. Trotz großer Bemühungen verschiedener Personen und negativer Medienresonanz – die Bild-Zeitung berichtete über Hornauer als einen eine „Stöhnfabrik“ betreibenden „Irren“ – wurde eine Lizenz zum Vollprogramm bis zum 30. April 2004 erteilt. Hornauer benannte B.TV in BTV4U um, kürzte das Programmangebot und führte lediglich die Bestandteile fort, mit denen auch die Vorbesitzer Gewinne erzielt hatten: Wahrsager, Kartenleger und Hellseher, denen die Zuschauer über kostenpflichtige Telefonnummern Fragen stellen konnten und die esoterische Lebensberatung betrieben. Auch er selbst trat in diesen Sendungen auf. Die Telefonnummern wurden ebenfalls durch Unternehmen Hornauers betrieben.
Im Rahmen seiner Fernseharbeit soll Hornauer massiv Mitarbeiter eingeschüchtert haben, die er nach Angaben der Tageszeitung in „mehrstündigen Einzelgesprächen“ einer Gehirnwäsche unterzogen habe. Schon bei B.TV herrschten nach Angaben von Mitarbeitern teils „sektenähnliche Zustände“.
Nach einer Durchsuchung der B.TV-Geschäftsräume im Dezember 2003 ermittelte die Staatsanwaltschaft gegen Hornauer wegen des Verdachts des tateinheitlichen Betrugs in 1.503.000 Fällen und der strafbaren Werbung in 501 tateinheitlichen Fällen. Die Staatsanwaltschaft schätzte den Schaden auf 662.823 Euro. Hintergrund waren unrichtige Angaben zum Anruferaufkommen und damit zu den Gewinnchancen. Aufgrund Verjährung wurde die öffentliche Klage am 17. September 2009 vom Landgericht Stuttgart jedoch nicht zugelassen.
Der Sender BTV4U wurde am 31. Dezember 2004 aufgrund mehrerer Verstöße gegen das Medienrecht zwangsweise eingestellt. Ein Eilantrag auf Verlängerung der Sendelizenz wurde abgelehnt. Das Verwaltungsgericht Stuttgart stellte fest, dass Hornauer den Sender für persönliche Zwecke missbraucht und damit gegen das gesetzliche Gebot der Unabhängigkeit und Sachlichkeit von Informationssendungen verstoßen habe.
2006 erhielt Hornauer von der österreichischen Behörde KommAustria die Genehmigung für das neue Projekt Kanal Telemedial. Der Sitz des Senders war in Wien. Der Großteil des Programms wurde jedoch in den ehemaligen B.TV-Studios in Ludwigsburg produziert. Die KommAustria stellte am 5. Juni 2008 das Erlöschen der Sendelizenz von Telemedial fest. Der Kanal habe keinen regelmäßigen Sendebetrieb aus Österreich nachweisen können und daher keinen rechtmäßigen Betrieb entsprechend der Zulassung ausgeübt. Nach dem Erlöschen der Sendelizenz führte Hornauer seinen Kanal Telemedial als Streaming-Angebot online weiter.

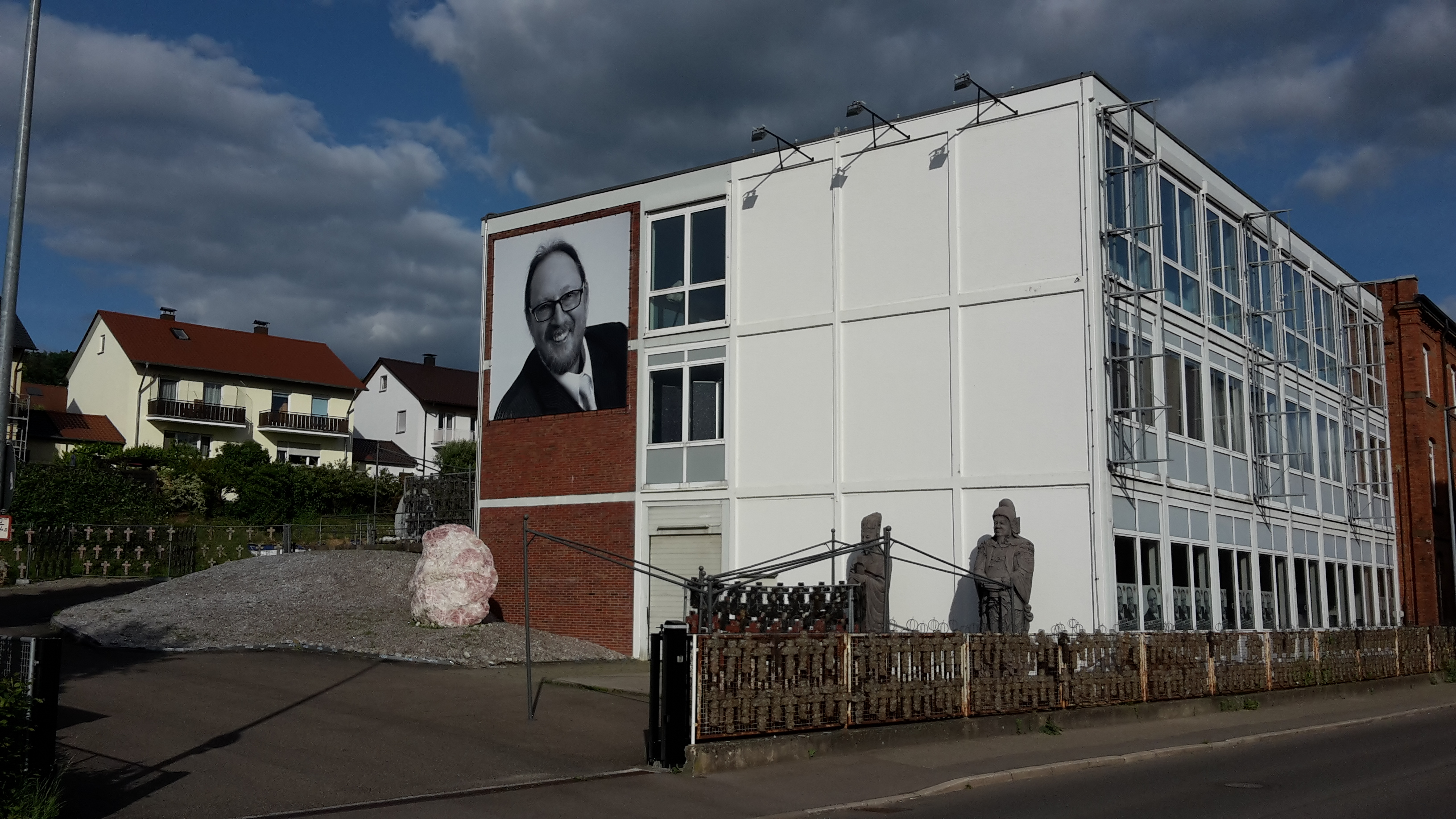
Hornauers „Lichtkristallzentrum“ in Plüderhausen

Im Juni 2015 eröffnete er das „Lichtkristallzentrum“, eine esoterische Edelsteinausstellung mit Edelsteinverkauf und Thronsaal.
Am 25. Februar 2018 kandidierte Hornauer bei der Wahl des Bürgermeisters in Plüderhausen und erzielte knapp 4,76 % der abgegebenen Stimmen. Hornauer trat auch als Kandidat bei der am 11. März desselben Jahres stattfindenden Bürgermeisterwahl in der benachbarten Stadt Welzheim an und erzielte hier 4,48 % aller Stimmen. Er trat außerdem erfolglos bei Bürgermeisterwahlen in Urbach, Remshalden, Kernen im Remstal, Alfdorf, Lorch und Kornwestheim an, wo er zuletzt 0,22 % der Stimmen (18) erhielt.
Die Waiblinger Zeitung ließ Hornauer im Rahmen einer Bürgermeisteramtskandidatur bei vier Podiumsdiskussionen teilnehmen. Daraufhin verlangte Hornauer für seine Teilnahme als „Lebensberater, Künstler und Unterhalter“ ein Honorar von 300.000 Euro vom Verlag der Zeitung. Da ihm dies verweigert wurde, klagte Hornauer. Nachdem das Landgericht Stuttgart den Anspruch abgelehnt hatte, ging er in Berufung und auch das Oberlandesgericht Stuttgart wies 2020 Hornauers Berufung ab, laut OLG bestand zwischen Hornauer und dem Verlag kein Vertrag, der einen Honoraranspruch rechtfertige. Zudem gab es Widersprüchlichkeiten zwischen seiner Begründung und seinem Auftreten.
Bis Juni 2020 trat Hornauer bei drei Veranstaltungen auf, die der Gründer der „Querdenken 711“-Initiative Michael Ballweg angemeldet hatte. Für seinen letzten Auftritt zahlte Hornauer 5.000 Euro an Ballweg, später distanzierte er sich jedoch wieder von diesem.
2021 war Hornauer Gast in der von Kurt Krömer moderierten rbb-Talkshow Chez Krömer.
Während Hornauers Präsenzen auf Plattformen wie Facebook oder Instagram zunächst auf wenig Interesse stießen, ging er auf TikTok, wo er seit Ende 2021 schon vereinzelt Videos hochgeladen hatte, ab Anfang 2023 mit dem so genannten „TAM Dance“ (Transzendentale Aktiv Meditation) viral. Während der Live-Streams führen Teilnehmer einen speziellen Tanz zu einer schon von Kanal Telemedial bekannten Musik aus. Hornauer spielt zusätzliche Töne von einem Keyboard ab und kommentiert dabei die Tänzer. Bis Ende März 2023 hatte Hornauer auf TikTok 350.000 Follower angesammelt, seine Beiträge werden millionenfach angesehen.
Hornauer lebt in Plüderhausen und ist Vater von drei Töchtern.

## Weltanschauung und Rezeption
Hornauers Auftreten ist generell schrill, häufig trägt er eine goldene Krone und ein Prunkgewand. Hornauer gibt an, ein unehelicher Urenkel von König Ludwig II. von Bayern zu sein, bezeichnete sich zeitweise als afrikanischer Yoruba-Prinz und präsentiert sich als Stifter einer neuen Religion, des so genannten „Christbuddhismus“. In Thailand baut er nach eigener Darstellung einen Wallfahrtsort auf. Für eine Art Segen steht sein Ausspruch „Herz 5“. Hornauer betreibt die „geistige Lehre“ seiner „Telemedialen Lebensschule“ und tritt als selbsternannter König seines 2008 ausgerufenen „Vereinten Heiligen Deutschen Königreichs“ auf, als Währung fungiert die fiktive „Deutschmarkt“. Hornauer distanziert sich dabei von Reichsbürgern, sein Reich habe keinen territorialen Anspruch, sondern es sei als eine „Weltanschauung“ zu verstehen, jeder solle Herrscher über seinen Körper und Geist sein. Hornauer bietet als „Königliche Heiligkeit“ regelmäßig kostenpflichtige Audienzen per Stream an.
Der von Hornauer über TikTok verbreitete „TAM Dance“ soll verschiedene positive Auswirkungen auf Geist und Seele haben. TAM steht dabei laut Hornauer für „Transentaler aktiv Meditations Tanz“. Er bezieht sich dabei auf die Transzendentale Meditation, die ursprünglich von Maharishi Mahesh Yogi propagiert wurde. Unklar bleibe der Backnanger Kreiszeitung im März 2023 zufolge, warum das Ganze so viel Zuspruch erfahre: „Lachen die mit ihm? Lachen sie über ihn? Oder finden sie’s einfach irgendwie angenehm seltsam?“
Hornauer fordert die Einführung bewusstseinserweiternder Meditation in Schulen und Vereinen.
Zur religiösen Bewegung Stamm der Likatier unterhielt er sowohl private als auch geschäftliche Kontakte.
Die Berliner Zeitung schreibt über Hornauer als einen der bekanntesten Verschwörungsideologen Deutschlands. So äußere sich Hornauer wiederholt fremdenfeindlich und antisemitisch, spreche über geheime Eliten oder bediene Erzählungen zu vermeintlich gefälschten Wahlen. Lea Frühwirth vom Thinktank gegen digitale Verschwörungsideologien, Desinformation und Rechtsextremismus CeMAS hält die Häufung und Intensität der zuletzt auch über TikTok transportierten Verschwörungsmythen für alarmierend. Bei aller ironischen Distanz böte Hornauer gerade für jüngere Menschen „einen Einstiegspunkt in die verschwörungsideologische Szene“.
Unter dem Titel Der König von TikTok produzierte der WDR mit Unterstützung des SWR eine achtteilige Podcast-Serie über Hornauer.

## Satire
Die Satire Der Gründer von Regisseur Eric Dean Hordes mit Helmut Krauss in der Hauptrolle ist an die Person Hornauer angelehnt.